# Wolfs- und Eispinge
Die Wolfs- und Eispinge (tschechisch Vlčí jáma a Ledová jáma) sind zwei nah beieinander liegende, durch Bergbau entstandene Pingen südwestlich des Gipfels des Blatenský vrch bei Horní Blatná im böhmischen Teil des Erzgebirges.
Beide Pingen sind seit 1975 unter Schutz stehende Naturdenkmäler sowie ausgewählte Bestandteile innerhalb der „Montanen  Kulturlandschaft Abertamy – Boží Dar – Horní Blatná“ und seit 2019 Teil des UNESCO-Welterbes Montanregion Erzgebirge.

## Wolfspinge

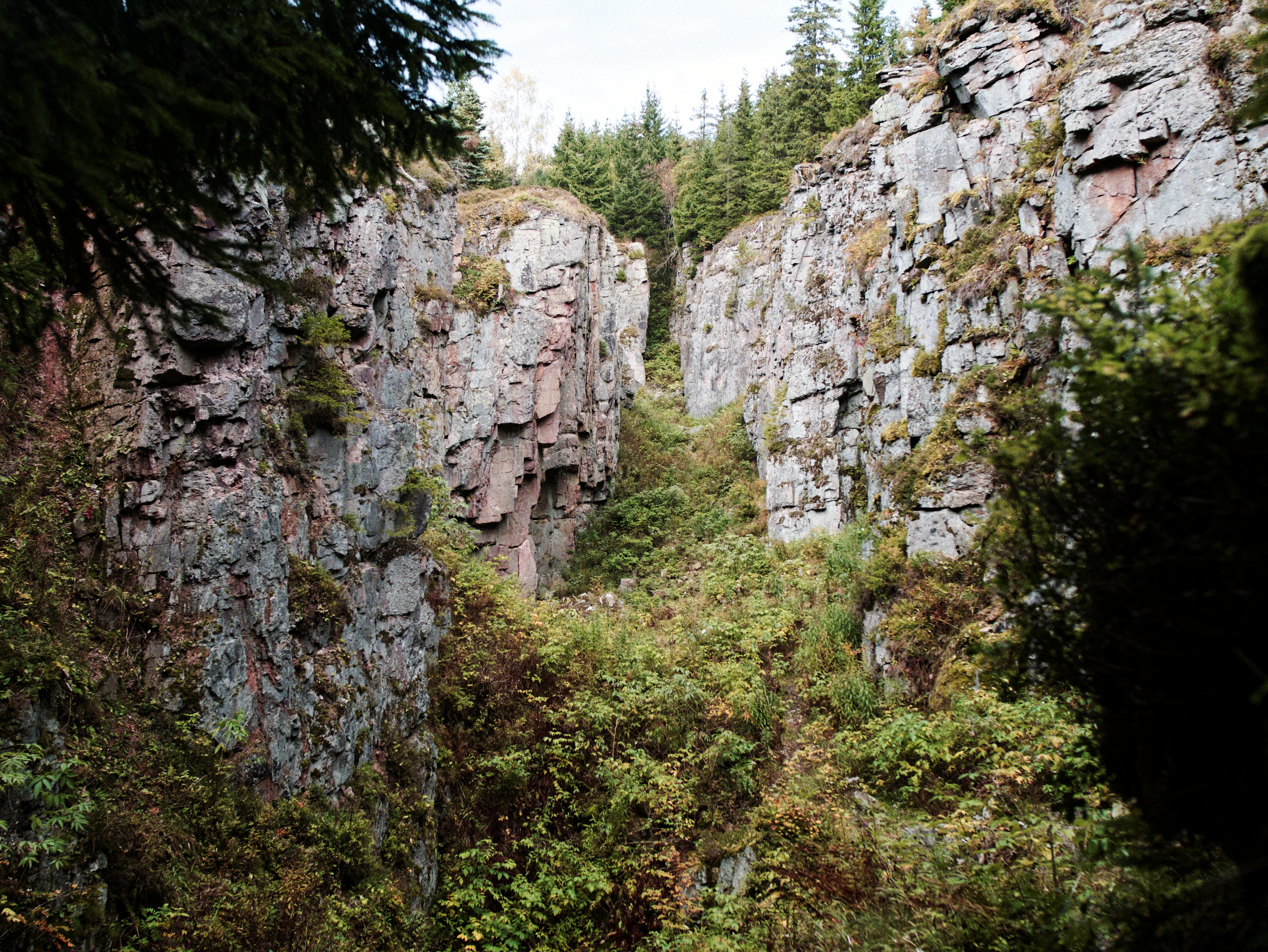
Die Wolfspinge (2021)

Die Wolfspinge ist etwa 120 Meter lang, 25 Meter tief und bis zu 14 Meter breit. Die Bezeichnung geht auf den Bergbau der Wolfgang Fundgrube zurück. Im 16. Jahrhundert entstand hier in etwa 35 Metern Tiefe durch Weitungsbau eine Kammer, deren Hangendes später einbrach. Später brach noch weiteres Gestein aus den Seitenwänden nach, wodurch sich die Pinge vergrößerte. Im 18. Jahrhundert wurde nochmals ein Erzgang, der etwa 60 Meter unter der Erdoberfläche liegt, tonnlägig bis in 80 Meter Tiefe unter der Erdoberfläche abgebaut.

## Eispinge

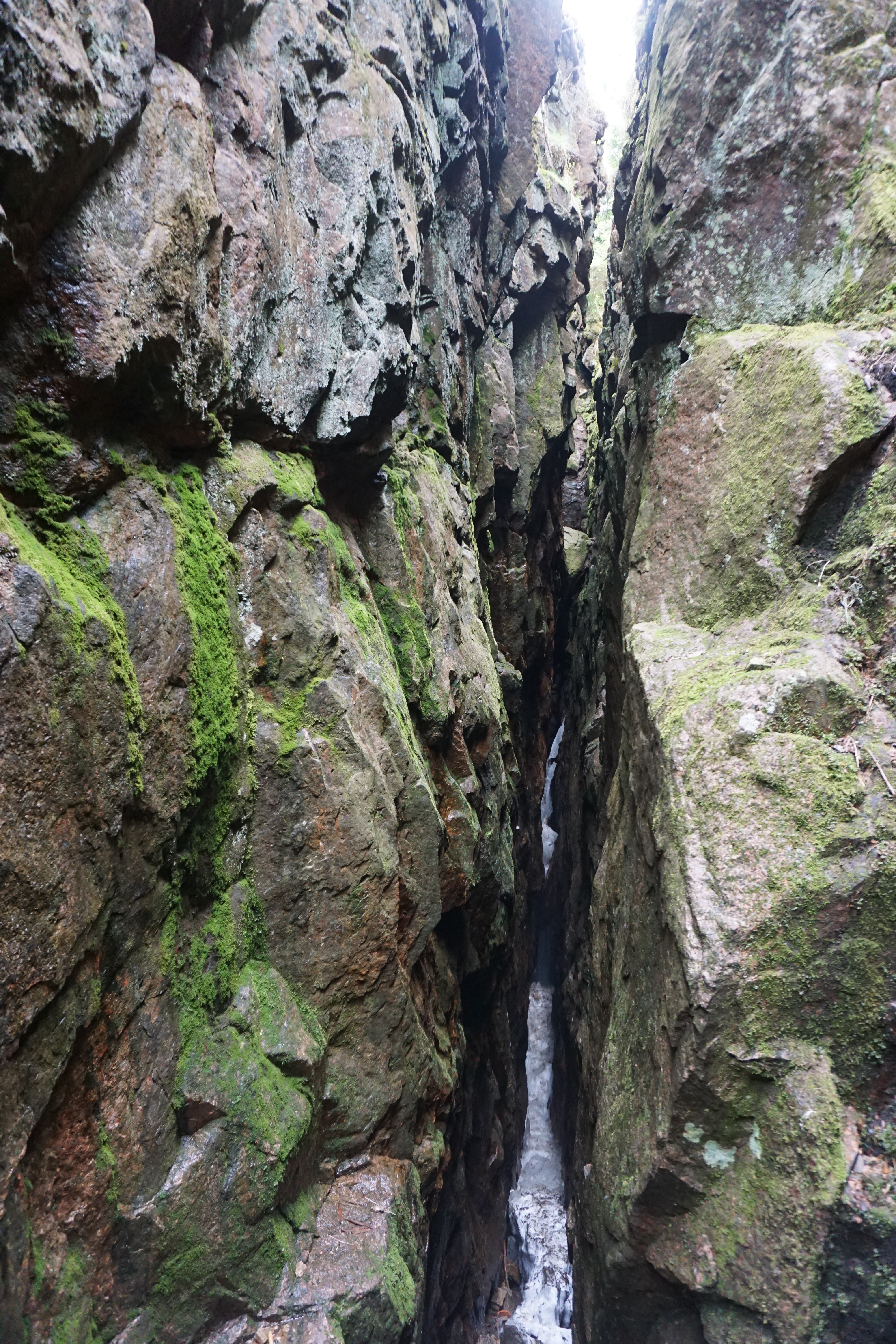
Eispinge mit namensgebendem Höhleneis (Mai 2015)

Die Eispinge ist etwa 150 Meter lang, 20 Meter tief, dabei nur etwa 1 bis 1,5 Meter breit und entstand nicht durch Verbruch von Grubenbauen, sondern durch Schrämen eines Zinngreisengangs. Abbaubetrieb war die Georg Fundgrube. Die Vorsilbe „Eis-“ kommt daher, dass sich aus dem im Winter angelagerten Schnee ab dem Frühjahr Höhleneis bildet, das das ganze Sommerhalbjahr über nicht vollständig abschmilzt.
Die zugrundeliegende Naturerscheinung ist folgende: Im Felsspalt findet nur ein äußerst geringer Luftaustausch mit der (im Sommer wärmeren) Umgebung statt, wodurch die Kaltluft im Spalt zurückgehalten wird. Dabei bildet sich in 5 bis 10 Metern Tiefe oft auch eine Nebelschicht. Am Ende des Winters hat der angesammelte Schnee eine Mächtigkeit von etwa 1,5 Metern erreicht. Der ab dem Frühjahr einsetzende Schmelzvorgang durch Wärmeübertragung aus dem umgebenden Gestein – die Jahresmitteltemperatur des Gesteins liegt bei etwa 4 °C – lässt Eis entstehen und ist noch nicht beendet, wenn sich ab Herbst bereits der erste Schnee neu anlagert, wozu natürlich die gegenüber dem Flachland deutlich raueren klimatischen Verhältnisse auf etwa 1000 m über dem Meeresspiegel  entscheidend beitragen.
Im August 2006 wurden sechs Deutsche aus Sachsen von den zuständigen Behörden des Bezirks Karlsbad wegen der Beschädigung eines Naturdenkmals mit Bußgeldern von jeweils bis zu 1800 Euro belegt. Ihnen wurde angelastet, im Juli 2005 einen Teil des Eises abtransportiert zu haben, wobei sie und die Kennzeichen des Kfz fotografiert wurden. Anlass ihres Handelns war der Wettbewerb des sächsischen Hörfunksenders Radio PSR, der den Bau einer Schneemannfamilie mitten im Sommer beinhaltete. Ein tschechischer Umweltschützer gab seinerzeit an, dass es fünf bis sechs Jahre dauern werde, bis sich die natürliche Menge wieder angelagert hat.
Im Juli 2007 war das Eis erstmals gänzlich abgeschmolzen, wobei unklar ist, ob es allein eine Folge des zuvor überdurchschnittlich warmen Winters oder auch des „Eisdiebstahls“ aus dem Sommer 2005 war.

## Touristische Erschließung und Schutzgebiet
Die Wolfspinge liegt am Lehrpfad (tschechisch Naučná stezka) Horní Blatná – Vlčí jámy und kann von diesem eingesehen werden. In die Eispinge kann man über eine steile Treppe hinabsteigen. Der Weg endet an einer Stelle, von der man die Eisschicht gut überblicken kann.
Am 5. September 1975 wurden die beiden Pingen zu Naturdenkmälern (tschechisch Přírodní památky) erklärt. Das sie einschließende Schutzgebiet umfasst eine Fläche von 1,5 Hektar.
2022/23 wurde der Wanderweg vom Ortsausgang Horní Blatná über die Wolfs- und Eispinge bis zum Gipfel des Plattenberges gepflastert und mit Holzgeländern versehen.